# Atlantis Chaos

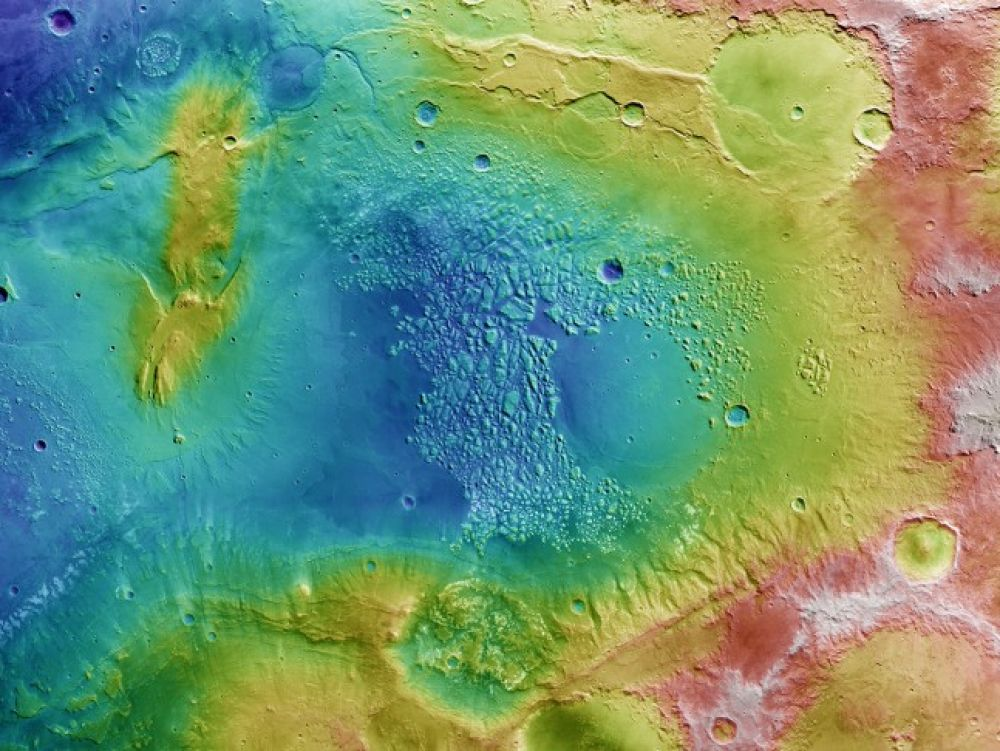
Vue sur Atlantis Chaos par Mars Express.

La zone Atlantis Chaos est un terrain chaotique situé dans le quadrangle de Phaethontis, sur Mars. 
Elle est localisée à la latitude -34.7 ° Sud et la longitude 182.7° Est. Cette zone est délimitée à partir d'une surface d'albédo aux coordonnées -30° Sud, 173° Ouest. Elle est entourée par le bassin Atlantis et se trouve dans un cercle de 180 km de diamètre.
Le bassin d'Atlantis Chaos fait environ 240 kilomètres de diamètre ce qui en fait la zone la plus large des quatre grands bassins de la région Terra Sirenum. Le point le plus haut se situe à 1 400 mètres d'altitude et le plus bas à -600 mètres. Sur Mars, les chaos sont définis d'après les albédos les plus proches sur les cartes de Schiaparelli ou Antoniadi.

## Nom
Atlantis est dérivé du grec Ἀτλαντὶς νῆσος signifiant l'île d'Atlas, supposée être le domaine de Poséidon. Ce nom fait aussi référence au mythe de la cité perdue de l'Atlantide. Le terme chaos fait référence à la zone chaotique au centre du bassin Atlantis.

## Géographie et géologie

Vue de la zone Atlantis Chaos, le nord est à droite (image par Mars Express)

Situé dans l'hémisphère sud de Mars, dans la région de Terra Sirenum, Atlantis Chaos a une histoire géologique riche.
Des caractéristiques morphologiques particulières du bassin indiquent la présence d'eau sous forme liquide dans le passé, il y a environ 3,8 milliards d'années. En effet, il y a des signes d'érosion sur les bords du bassin : des canaux fluviaux associés à des facettes triangulaires. On retrouve également des traces de minéraux généralement produits en présence d'eau, tels que des dépôts d'argile, de carbonates et de sulfites. Le sol d'Atlantis Chaos est constitué de minéraux clairs comme des phyllosilicates riches en fer et magnésium qui ont été identifiés dans les couches de dépôts de minéraux en bordure de zone, signe d'eau dans le passé. L'étendue d'eau formait le lac Eridania, un lac martien couvrant environ un million de kilomètres carrés. Plus récemment, on trouve des témoins de la présence de glace et d'eau souterraine, comme des terrains en mosaïque. Mars n'a plus d'eau à sa surface actuellement, mais les aquifères sous la surface démontrent qu'il y a eu une grande activité aqueuse. Ils sont probablement la source majeure de l'eau se trouvant à la surface à l'époque.

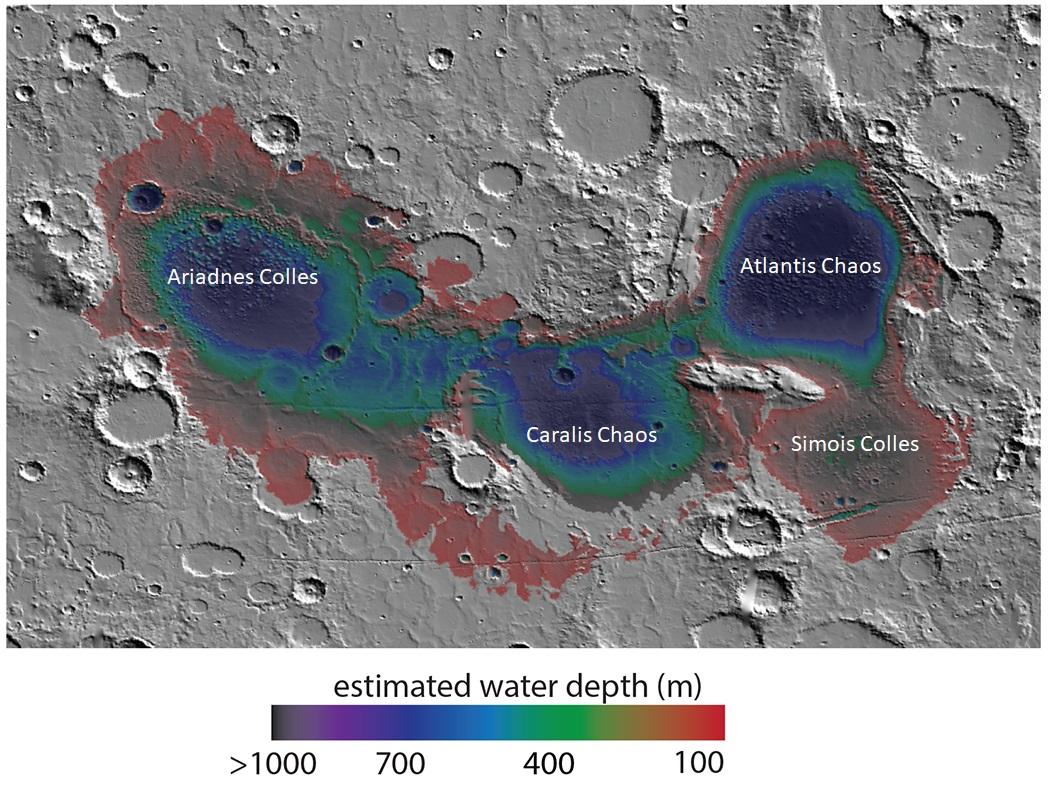
Profondeurs estimées lorsqu'il y avait de l'eau sur Mars dans la zone Atlantis Chaos (à droite) et les zones Ariadnes Colles, Caralis Chaos et Simois Colles.

Atlantis Chaos est une plaine basse regroupant des centaines de sommets et de collines connus sous le nom de "mesas" résultant probablement d'une lente érosion d'un ancien plateau. L'étude des différentes altitudes dans la zone démontre que les vallées à l'est ont été creusées par des rivières coulant du nord au sud et que les vallées de l'ouest ont été creusées de l'est à l'ouest. La surface du bassin est parsemée de bosses ou sommets qui sont les plus vieux dépôts de la zone. Les bosses et sommets situés au milieu sont généralement plus gros que ceux sur les côtés. À certains endroits on trouve de fines crêtes linéaires, où les roches sont cimentées, résultant probablement de la circulation de fluide en surface.
Sur les rebords les plus hauts, on observe un dépôt volcanique appelé Electris deposit (en). Les sommets sont eux aussi d'origine volcanique et les roches volcaniques déposées auraient été altérées en argiles dans un environnement de pH neutre à alcalin. On trouve également dans la zone des cratères dus à des impacts de météorites, mais aussi des traces d'activité volcanique, causées par deux anciens volcans. L'un d'eux se situe près du bassin au nord-est et l'autre, bien plus grand, se trouve au sud-ouest.
De plus, la forme circulaire du bassin a possiblement été causée par l'impact d'une grande météorite il y a longtemps, cependant il est encore impossible de confirmer cette théorie.

## Histoire

### Depuis le Noachien
Atlantis Chaos est situé dans le bassin Atlantis faisant lui-même partie de la région du Terra Sirenum. Dans cette région il y avait le lac Eridania qui se serait asséché vers la fin du Noachien et le début de l'Hespérien, laissant hypothétiquement derrière lui plusieurs lacs isolés dont celui du bassin Atlantis. Ce bassin est le résultat d'une collision avec un astéroïde survenue durant le Grand bombardement tardif.
Durant l'Hespérien le dessèchement du lac du bassin Atlantis aurait, en plus du dépôt de sédiments contenant les phyllosilicates, exposé des matériaux fragilisés qui ont ensuite été érodés par le vent. C'est au début de l'Amazonien que de nouveaux dépôts sont faits, causés par une activité aqueuse trouvant probablement son origine dans la pluie et/ou la fonte de neige. Certains dépôts suggèrent une activité volcanique périodique à cette époque.
En raison des traces de présence d'eau venant de différentes périodes, le bassin Atlantis ainsi que la zone Est de l'Eridiana laissent penser que la zone pouvait être habitable, devenant une région de recherche de potentielles traces de vie passée sur Mars.

### De nos jours
Cette zone a été survolée par Mars Express de l'ESA mais aussi Mars Odyssey de la NASA, ce qui a permis de la cartographier.
Le 2 mars 2005, une tempête locale a été observée dans l'Atlantis Chaos par le spectromètre OMEGA (OMEGA imaging spectrometer). D'après une analyse de cette tempête à partir des images de la sonde, cette tempête trouve possiblement sa source dans une région à l'ouest d'Atlantis Chaos, dans une zone de faible inertie thermique. La topographie du terrain la maintient dans la région du chaos, mais une fois la tempête terminée la poussière retombe dans une zone plus large.